# 4826 Wilhelms
4826 Wilhelms è un asteroide della fascia principale. Scoperto nel 1988, presenta un'orbita caratterizzata da un semiasse maggiore pari a 2,3790972 UA e da un'eccentricità di 0,1922384, inclinata di 25,31032° rispetto all'eclittica.